# Herschel (cráter lunar)

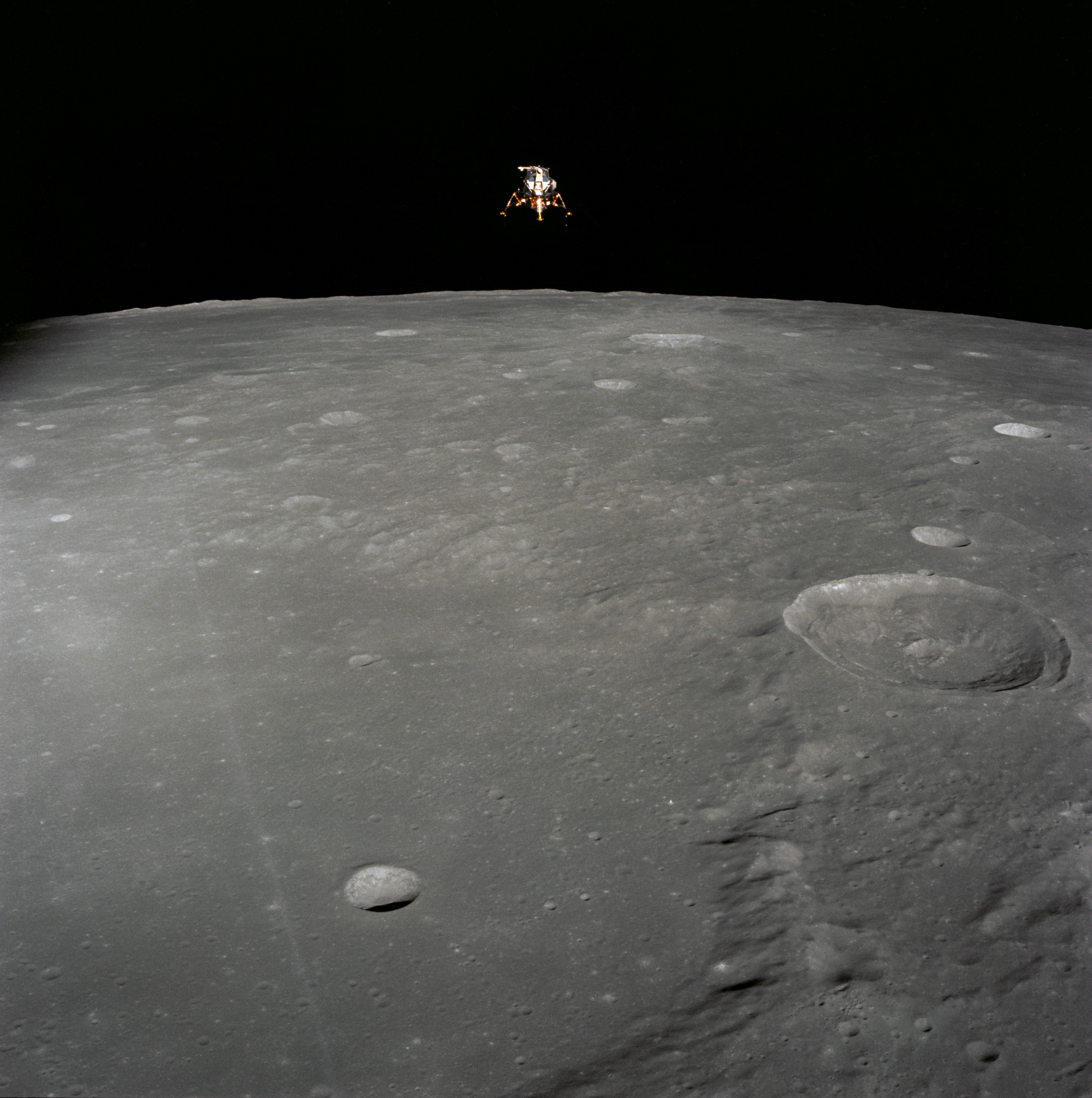
Fotografía de la misión Apolo 12

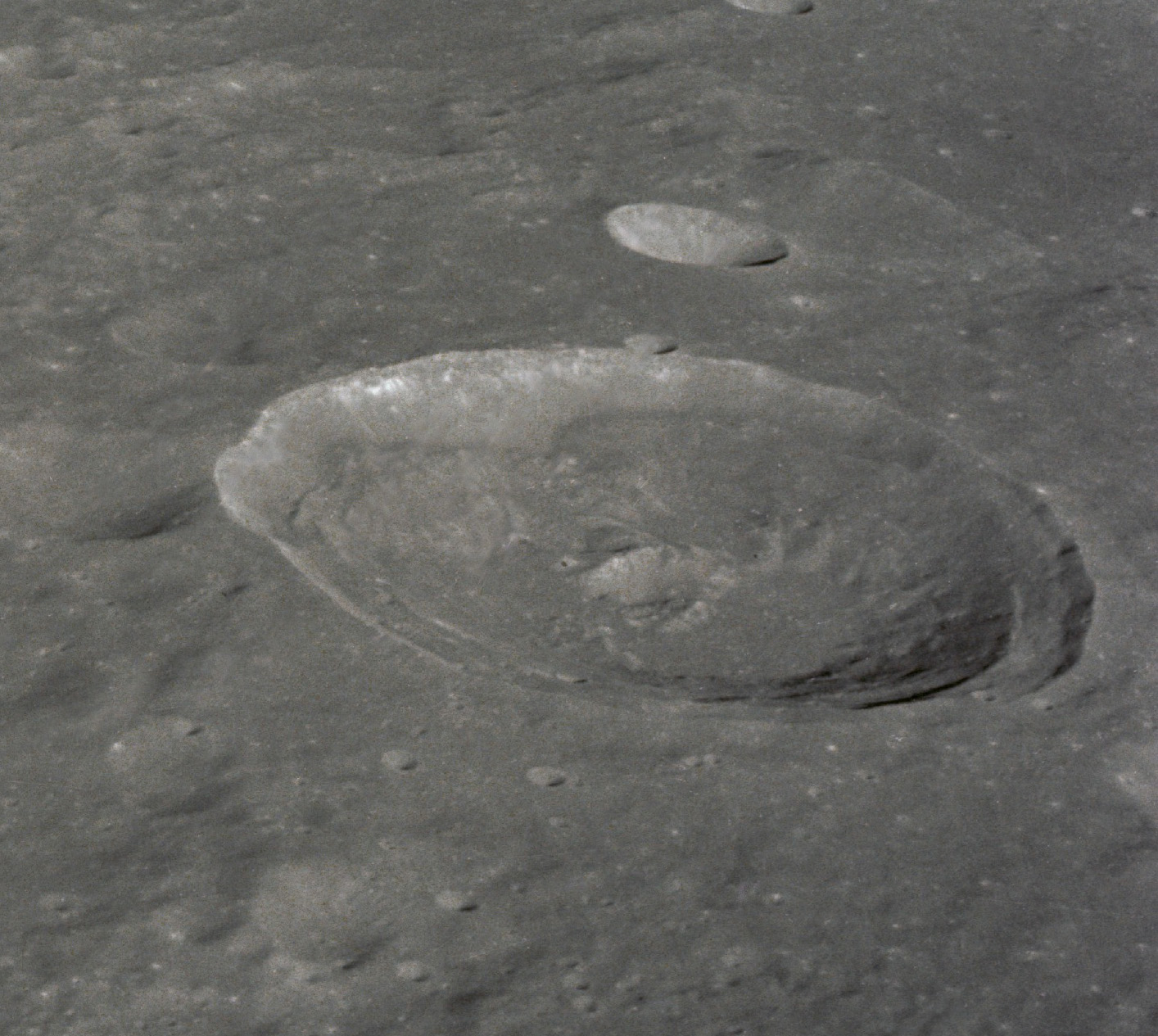
Fotografía de la misión Apolo 12

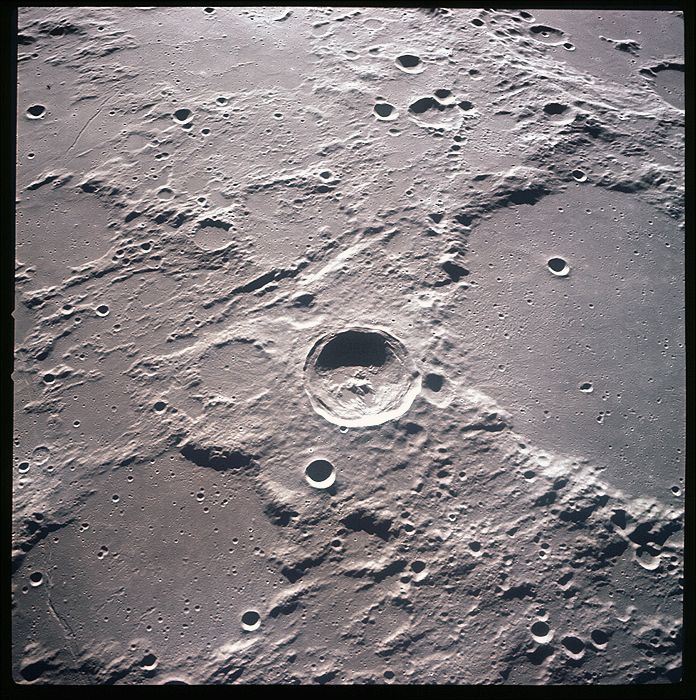
Herschel en el centro de la imagen, con Ptolemaeus a su derecha. Foto NASA

Herschel es un cráter de impacto lunar localizado justo al norte de la llanura amurallada del cráter Ptolemaeus. Justo al norte aparece el cráter inundado de lava Spörer, y al este se halla el cráter prácticamente desintegrado Gyldén. A un diámetro del cráter al noroeste se localiza la llanura amurallada del cráter Flammarion,  en el borde sur del Sinus Medii.
|  |

El brocal de este cráter es generalmente circular, aunque el lado occidental es recto. Tiene un borde bien definido sin un desgaste significativo, con las paredes interiores aterrazadas. El suelo interior es accidentado, con una considerable elevación central, desplazada ligeramente al oeste del punto medio del cráter. El pequeño cráter Herschel G está unido al borde del cráter principal en su lado sursudoeste, con otro pequeño cráter atravesando el borde en su lado sur.

## Cráteres satélite
Por convención estos elementos se identifican en los mapas lunares colocando la letra en el lado del punto medio del cráter que está más cercano a Herschel.
|          | \| Herschel \| Coordenadas \| Diámetro \| \| -------- \| -------------------------- \| -------- \| \| C \| 5°00′S 3°12′O / -5.0, -3.2 \| 10 km \| \| D \| 5°18′S 4°00′O / -5.3, -4.0 \| 20 km \| \| F \| 5°48′S 4°24′O / -5.8, -4.4 \| 7 km \| \| G \| 6°30′S 2°24′O / -6.5, -2.4 \| 14 km \| \| H \| 6°18′S 3°24′O / -6.3, -3.4 \| 5 km \| \| J \| 6°24′S 4°18′O / -6.4, -4.3 \| 5 km \| \| N \| 5°12′S 1°06′O / -5.2, -1.1 \| 15 km \| \| X \| 5°18′S 2°42′O / -5.3, -2.7 \| 3 km \| |          |
| Herschel | Coordenadas | Diámetro |
| C        | 5°00′S 3°12′O / -5.0, -3.2 | 10 km    |
| D        | 5°18′S 4°00′O / -5.3, -4.0 | 20 km    |
| F        | 5°48′S 4°24′O / -5.8, -4.4 | 7 km     |
| G        | 6°30′S 2°24′O / -6.5, -2.4 | 14 km    |
| H        | 6°18′S 3°24′O / -6.3, -3.4 | 5 km     |
| J        | 6°24′S 4°18′O / -6.4, -4.3 | 5 km     |
| N        | 5°12′S 1°06′O / -5.2, -1.1 | 15 km    |
| X        | 5°18′S 2°42′O / -5.3, -2.7 | 3 km     |